# Liste der Bodendenkmäler in Bad Neustadt an der Saale
Auf dieser Seite sind die Bodendenkmäler in der unterfränkischen Gemeinde Bad Neustadt an der Saale zusammengestellt. Diese Tabelle ist eine Teilliste der Liste der Bodendenkmäler in Bayern. Grundlage ist die Bayerische Denkmalliste, die auf Basis des Bayerischen Denkmalschutzgesetzes vom 1. Oktober 1973 erstmals erstellt wurde und seither durch das Bayerische Landesamt für Denkmalpflege geführt wird. Die folgenden Angaben ersetzen nicht die rechtsverbindliche Auskunft der Denkmalschutzbehörde.

## Bodendenkmäler der Gemeinde Bad Neustadt an der Saale

### Bodendenkmäler in der Gemarkung Bad Neuhaus
| Lage                   | Objekt | Akten-Nr.     | Bild |
| ---------------------- | --- | ------------- | ---- |
| Bad Neuhaus (Standort) | Abschnittsbefestigung der Urnenfelderzeit und des frühen Mittelalters sowie archäologische Befunde des Mittelalters und der frühen Neuzeit im Bereich der Ganerbenburg Salzburg. | D-6-5627-0005 |      |
| Bad Neuhaus (Standort) | Archäologische Befunde der frühen Neuzeit im Bereich des ehemaligen Schlosses von Bad Neuhaus mit Schlosskirche und ehemalige Ökonomiegebäuden.                                  | D-6-5627-0130 |      |

### Bodendenkmäler in der Gemarkung Bad Neustadt a.d.Saale
| Lage                              | Objekt | Akten-Nr.     | Bild |
| --------------------------------- | --- | ------------- | ---- |
| Bad Neustadt a.d.Saale (Standort) | Archäologische Befunde des Mittelalters und der frühen Neuzeit im Bereich der Altstadt von Bad Neustadt a.d.Saale. | D-6-5627-0003 |      |
| Bad Neustadt a.d.Saale (Standort) | Archäologische Befunde des Mittelalters und der frühen Neuzeit im Bereich der Katholischen Pfarrkirche Mariae Himmelfahrt in Bad Neustadt a.d.Saale mit Vorgängerbauten, ehemalige Oswaldkapelle und Körpergräbern im Kirchhof.           | D-6-5627-0004 |      |
| Bad Neustadt a.d.Saale (Standort) | Siedlung der Hallstattzeit. | D-6-5627-0006 |      |
| Bad Neustadt a.d.Saale (Standort) | Höhensiedlung der Urnenfelderzeit und Siedlung des frühen und hohen Mittelalters mit Abschnittsbefestigung sowie Fundamenten einer ehemaligen Kirche auf dem Veitsberg.                                                                   | D-6-5627-0007 |      |
| Bad Neustadt a.d.Saale (Standort) | Siedlung der Hallstattzeit. | D-6-5627-0032 |      |
| Bad Neustadt a.d.Saale (Standort) | Siedlung des Jung- bis Endneolithikums und der Hallstattzeit. | D-6-5627-0078 |      |
| Bad Neustadt a.d.Saale (Standort) | Archäologische Befunde des Mittelalters und der frühen Neuzeit im Bereich der Stadtbefestigung von Bad Neustadt a.d.Saale. | D-6-5627-0115 |      |
| Bad Neustadt a.d.Saale (Standort) | Archäologische Befunde des Mittelalters und der frühen Neuzeit im Bereich des ehemaligen Karmelitenklosters in Bad Neustadt a.d.Saale mit ehemalige Karmelitenklosterkirche bzw. heutiger Katholischen Pfarrkirche St. Petrus und Paulus. | D-6-5627-0116 |      |

### Bodendenkmäler in der Gemarkung Brendlorenzen
| Lage                     | Objekt | Akten-Nr.     | Bild |
| ------------------------ | --- | ------------- | ---- |
| Brendlorenzen (Standort) | Bestattungsplatz der Hallstattzeit. | D-6-5627-0008 |      |
| Brendlorenzen (Standort) | Siedlung und Bestattungsplatz des Mittelalters. | D-6-5627-0009 |      |
| Brendlorenzen (Standort) | Archäologische Befunde des Mittelalters und der frühen Neuzeit im Bereich der Kapelle St. Laurentius mit Vorgängerbauten von Brendlorenzen, Ortsteil St. Lorenzen.                                                                                                | D-6-5627-0010 |      |
| Brendlorenzen (Standort) | Archäologische Befunde im Bereich eines frühneuzeitlichen Wartturms. | D-6-5627-0011 |      |
| Brendlorenzen (Standort) | Siedlung der jüngeren Latènezeit. | D-6-5627-0081 |      |
| Brendlorenzen (Standort) | Archäologische Befunde des Mittelalters und der frühen Neuzeit im Bereich der ehemaligen Kirche St. Martin bzw. heutigen Katholischen Pfarrkirche Johannes der Täufer von Brendlorenzen, Ortsteil Brend, mit Körpergräbern im Bereich des befestigten Kirchhofes. | D-6-5627-0117 |      |
| Brendlorenzen (Standort) | Siedlung des frühen und hohen Mittelalters. | D-6-5627-0176 |      |
| Brendlorenzen (Standort) | Verfüllte Kelleranlage des 15. Jahrhunderts. | D-6-5627-0181 |      |
| Brendlorenzen (Standort) | Siedlung der jüngeren Latènezeit. | D-6-5627-0183 |      |

### Bodendenkmäler in der Gemarkung Dürrnhof
| Lage                | Objekt                                                                                                 | Akten-Nr.     | Bild |
| ------------------- | --- | ------------- | ---- |
| Dürrnhof (Standort) | Siedlung vor- und frühgeschichtlicher Zeitstellung.                                                    | D-6-5627-0080 |      |
| Dürrnhof (Standort) | Archäologische Befunde der frühen Neuzeit im Bereich der Katholischen Kirche St. Ägidius von Dürrnhof. | D-6-5627-0121 |      |

### Bodendenkmäler in der Gemarkung Herschfeld
| Lage                  | Objekt | Akten-Nr.     | Bild |
| --------------------- | --- | ------------- | ---- |
| Herschfeld (Standort) | Bestattungsplatz der Bronzezeit oder der Hallstattzeit.                                                                                                  | D-6-5627-0013 |      |
| Herschfeld (Standort) | Bestattungsplatz vor- und frühgeschichtlicher Zeitstellung.                                                                                              | D-6-5627-0015 |      |
| Herschfeld (Standort) | Bestattungsplatz der Urnenfelderzeit. | D-6-5627-0016 |      |
| Herschfeld (Standort) | Siedlung der Hallstattzeit. | D-6-5627-0055 |      |
| Herschfeld (Standort) | Archäologische Befunde des Mittelalters und der frühen Neuzeit im Bereich der ehemalige ummauerten Katholischen Pfarrkirche St. Nikolaus von Herschfeld. | D-6-5627-0123 |      |

### Bodendenkmäler in der Gemarkung Lebenhan
| Lage                | Objekt | Akten-Nr.     | Bild |
| ------------------- | --- | ------------- | ---- |
| Lebenhan (Standort) | Siedlung vor- und frühgeschichtlicher Zeitstellung.                                                                                                | D-6-5627-0065 |      |
| Lebenhan (Standort) | Siedlung vor- und frühgeschichtlicher Zeitstellung.                                                                                                | D-6-5627-0066 |      |
| Lebenhan (Standort) | Archäologische Befunde des Mittelalters und der frühen Neuzeit im Bereich der Katholischen Kuratiekirche Mariae Geburt von Lebenhan.               | D-6-5627-0126 |      |
| Lebenhan (Standort) | Archäologische Befunde im Bereich des ehemaligen frühneuzeitlichen Schlosses in Lebenhan mit Gartenanlagen sowie mittelalterliche Vorgängerbauten. | D-6-5627-0127 |      |

### Bodendenkmäler in der Gemarkung Löhrieth
| Lage                | Objekt | Akten-Nr.     | Bild |
| ------------------- | --- | ------------- | ---- |
| Löhrieth (Standort) | Archäologische Befunde der frühen Neuzeit im Bereich der Katholischen Kirche St. Jakobus Major von Löhrieth. | D-6-5727-0096 |      |

### Bodendenkmäler in der Gemarkung Mühlbach
| Lage                | Objekt                                                               | Akten-Nr.     | Bild |
| ------------------- | -------------------------------------------------------------------- | ------------- | ---- |
| Mühlbach (Standort) | Abschnittsbefestigung wohl des frühen Mittelalters auf dem Muhlberg. | D-6-5627-0017 |      |